# Chlorogomphus splendidus
Chlorogomphus splendidus is een echte libel (Anisoptera) uit de familie van de Chlorogomphidae.
De wetenschappelijke naam van de soort is werd in 1878 als Orogomphus splendidus gepubliceerd door Edmond de Sélys Longchamps.